# 塞斯特魯尼島

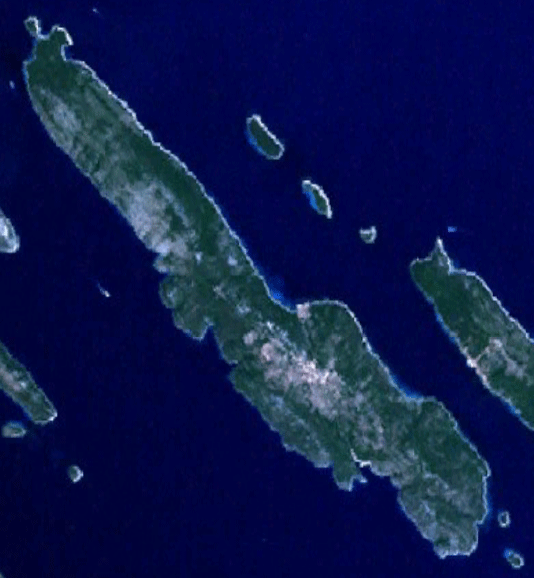

塞斯特魯尼島是克羅地亞的島嶼，位於亞得里亞海，由扎達爾縣負責管轄，長11公里、寬2公里，面積15.4平方公里，最高點海拔高度186米，2001年人口48。

## 外部連結
- Web site about Sestrunj island （页面存档备份，存于）
- Official web site about Sestrunj island （页面存档备份，存于）

44°09′01″N 14°59′58″E / 44.150281°N 14.999363°E